# Maurycy Janowski
Maurycy Roman Janowski (ur. 19 czerwca 1889 w Warszawie, zm. 10 marca 1959 w Sopocie) – polski śpiewak operowy i aktor teatralny, tenor.

## Życiorys
Pochodził z rodziny robotniczej, był synem Józefa Janowskiego i Doroty z d. Głogowskiej. Uczęszczał do szkoły realnej Kazimierza Nawrockiego, w latach 1909–1915 pracował w księgarni E. Wende i Spółka. Śpiewu uczył się w Konserwatorium Warszawskim, gdzie jego nauczycielami byli Carlo Giustiniani, Juliusz Marso i Ignacy Dygas. Od 1915 do 1931 roku związany był jako śpiewak operowy ze sceną Teatru Wielkiego w Warszawie, gdzie debiutował rolą Jontka w Halce Stanisława Moniuszki. W latach 30. XX wieku występował jako aktor w Teatrze Kameralnym Karola Adwentowicza, Teatrze Letnim, Teatrze Nowym i Teatrze Narodowym. W latach 1937–1939 był pracownikiem Polskiego Radia. Gościnnie występował w Czechosłowacji, Niemczech, Włoszech i na Węgrzech.
Po II wojnie światowej początkowo występował w Łodzi w teatrze i studio dramatycznym Henryka Szletyńskiego, następnie wyjechał do Sopotu. Wystąpił jako solista w koncercie inauguracyjnym Filharmonii Bałtyckiej. Grał w teatrach Sopotu i Gdyni, a od 1948 roku w gdańskim Teatrze Wybrzeże. Wyreżyserował operę Karola Kurpińskiego Zamek na Czorsztynie. Od 1949 roku prowadził klasę śpiewu w Państwowej Wyższej Szkole Muzycznej w Sopocie. W 1952 roku uzyskał stopień docenta. Jego uczniami byli m.in. Anna Borey, Irena Jęsiakówna, Rajmund Wojniłło, Franciszek Kokot, Helena Dozé-Kałdowska, Krystyna Ingersleben i Zofia Janukowicz-Pobłocka.
Specjalizował się w rolach farsowych i komediowych. Jako śpiewak operowy zasłynął w tenorowych rolach charakterystycznych, takich jak Mime w Zygfrydzie, Szujski w Borysie Godunowie, Astrolog w Złotym koguciku, Hadżi w Lakmé, Tomek w Sprzedanej narzeczonej, Pedrillo w Uprowadzeniu z seraju, Franciszek w Opowieściach Hoffmanna, Grabiec w Goplanie, Czarownica w Jasiu i Małgosi. Występował również w repertuarze pieśniarskim, zwłaszcza w utworach Karola Szymanowskiego.
Został pochowany na cmentarzu katolickim w Sopocie.

## Ordery i odznaczenia
- Złoty Krzyż Zasługi (30 stycznia 1930)[3]